# Nicolás Raguso
Nicolás Raguso, vollständiger Name Jorge Nicolás Raguso Sánchez, (* 2. Januar 1992 in Montevideo) ist ein uruguayischer Fußballspieler.

## Karriere

### Verein
Der 1,70 Meter große Defensivakteur Raguso stand in den Spielzeiten 2011/12, 2012/13 und 2013/14 in Reihen des Erstligisten Club Atlético Peñarol aus Montevideo. Bei den „Aurinegros“ bestritt er dort in der erstgenannten Saison eine Partie (kein Tor) in der Primera División. In den beiden Folgespielzeiten lief er 16 bzw. 9 Mal in der Liga sowie in insgesamt vier Begegnungen der Copa Libertadores auf. 2012/13 gewann er mit der Mannschaft den Landesmeistertitel. Ein Pflichtspieltor erzielte er nicht. Zur Apertura 2014 wechselte er auf Leihbasis zum Club Atlético Rentistas. In der Spielzeit 2014/15 wurde er siebenmal (kein Tor) in der höchsten uruguayischen Spielklasse und einmal (kein Tor) in der Copa Sudamericana 2014 eingesetzt. Nach der Saison kehrte er zunächst zu Peñarol zurück, wurde aber Anfang September 2015 an den Zweitligisten Miramar Misiones ausgeliehen. Dort lief er in 14 Zweitligaspielen (ein Tor) auf. Ende Juli 2016 schloss er sich dem ebenfalls in der zweithöchsten uruguayischen Profispielklasse antretenden Deportivo Maldonado an. In der Saison 2016 bestritt er dort elf Ligapartien (kein Tor).

### Erfolge
- Uruguayischer Meister: 2012/13